# روفوس هنري بوب
روفوس هنري بوب هو سياسي كندي، ولد في 13 سبتمبر 1857، وتوفي في 16 مايو 1944. نشط حزبياً في حزب كندا المحافظ. وقد انتخب عضو مجلس الشيوخ الكندي ‏ وانتخب عضو مجلس العموم الكندي.